# Haghpat
Haghpat (armenski: Հաղպատ, latinski: Akhpat ili Hakhpat) je selo u sjevernoj armenskoj pokrajini Lori, 10 km grada Alaverdija i granice s Gruzijom. Najpoznatiji je po srednjovjekovnom samostanu Armenske apostolske Crkve. 
Samo je smješteno na visoravni koja je izbrazdana suhim klancima bivših riječnih tokova, uključujući najveću, rijeku Debed. Tako se obližnja sela Sanahin i Akner mogu vidjeti iz Haghpata, ali se do njih teško dolazi dugim spuštanjem i penjenjem.
U Haghpatu je slabo razvijen turizam (usprkos UNESCO-ovoj svjetskoj baštini), većina stanovnika drži stoku i uzgaja svoje povrće, a mnogi rade u obližnjem Alaverdiju, dok ostali skupljaju plodove (ribizle i drijen) u šumama koje ga okružuju. Vodu dobavljaju iz mnogobrojnih prirodnih izvora u okolici. God. 2001. imalo je 787 stanovnika.

## Samostan Haghpat
Samostan Haghpat, poznat i kao Haghpatavank (armenski: Հաղպատավանք) je, zajedno s obližnjim samostanom Sanahin, upisan na UNESCO-ov popis mjesta svjetske baštine u Aziji i Oceaniji 1996. godine, kao "remek-djelo vjerske arhitekture i važno obrazovno središte u srednjem vijeku". 
Samostan je osnovao Sveti Nišan (Sourb Nshan) izgradnjom malene crkve od 966. – 67. godine, u vrijeme kada je Armenskim kraljevstvom vladao kralj Abas I.
Arhitekt Trdat je proširio i ukrasio malu crkvu u današnju Katedralu sv. Nišana od 967. – 991. godine. Ona je tipični primjer armenske arhitekture 10. stoljeća sa središnjom kupolom koja počiva na četiri masivna stuba, dok su vanjski zidovi prekriveni nišama. Freska u apsidi prikazuje Krista Pantokratora, dok je pokrovitelj crkve, armenski knez Ahutulukhaga, prikazan na južnom transeptu. Njegovi sinovi, kneževi Smbat i Kurike, su prikazani s kraljicom Khosravanuche u obliku reljefa na istočnom dijelu svoda. Crkva je, osim dvije-tri manje obnove u 11. i 12. st., ostala u izvornom obliku. 
Kompleks samostana čine i druge građevine:
- Trokatni kampanil (samostalni zvonik) je izgrađen 1245. godine.
- Mala kupolna crkva Sv. Grgura (Sourb Grigor) iz oko 1005. godine ima dvije bočne kapele izgrađene kasnije 1257. god.
- U 13. stoljeću su dodane: Kapela sv. Acvacacina (Sourb Astvatsatsin na slici desno), skriptorij i veliki refektorij izvan kruga samostana.[3]

Tu se nelazi i veliki broj sjajnih hačkara (kamenih križeva) iz oko 11. 13. st., od kojih je najpoznatiji kačkar Amenaprkič ("Svih Svetih") iz 1273. godine.
Samostan je više puta oštećen: potresom 1130. (nakon čega je obnovljen pedestak godina kasnije), i više puta u osvajačkim pohodima raznih vojski (Seldžuci 1105., Mongoli 1241.), te velikim potresom 1988. godine. No, veći dio samostana još uvijek stoji bez velikih promjena od izvornog oblika. Zbog čega postaje sve posjećenijim turističkim mjestom.

## Poveznice
- Ečmijazdinska katedrala
- Armenska umjetnost

## Vanjske poveznice
- Hghpat na Armenica.org
- Fotografije Haghpata na Mayrhayasdan.com Posjećeno 4. ožujka 2011.